# Utro (sang)
 For alternative betydninger, se Utro. (Se også artikler, som begynder med Utro)
"Utro" er en single, der er skrevet og sunget af den danske sanger Gulddreng, der blev udgivet den 26. februar 2017. Sangen toppede på en tredjeplads på den danske hitliste, der modsat Gulddrengs tidligere singler ikke straks gik nummer ét. 

## Hitlister
| Hitliste (2017)        | Højeste placering |
| ---------------------- | ----------------- |
| Danmark (Track Top-40) | 3                 |